# Carl Christian Vogel von Vogelstein
Carl Christian Vogel von Vogelstein, noto spesso col solo nome di Vogel (Wildenfels, 26 giugno 1788 – Monaco di Baviera, 4 marzo 1868), è stato un pittore tedesco.

## Biografia
Figlio del pittore Christian Leberecht Vogel, fu istruito da questi nell'arte pittorica. Nel 1804 frequentò l'Accademia delle Belle Arti di Dresda, dove divenne inizialmente copista dei dipinti nella Gemäldegalerie e poi noto ritrattista. Proprio quest'ultima sua abilità riuscì ad imporsi come uno dei principali pittori del Romanticismo.
Nel 1807 si trasferisce su invito del Barone von Löwenstern presso la sua residenza a Dresda, dove divenne per breve tempo insegnante di disegno dei figli. Nel 1808 si sposta a San Pietroburgo, dove lavora presso il palazzo dei Principi Gagarin, stabilendo un atelier di successo e divenendo ritrattista di numerosi nobili e diplomatici.